# کوتا، آیچی
کوتا، آیچی (به لاتین: Kōta, Aichi) یک منطقهٔ مسکونی در ژاپن است که در بخش نوکاتا، آیچی واقع شده‌است. کوتا ۵۶٫۷۲ کیلومترمربع مساحت و ۳۹٬۷۷۶ نفر جمعیت دارد.